# دوري لاوس لكرة القدم 1990
دوري لاوس لكرة القدم 1990 هو موسم من دوري لاوس لكرة القدم. فاز فيه Lao Army F.C. ‏.